# Вайнбах
Вайнбах (нем. Weinbach) — община в Германии, в земле Гессен. Подчиняется административному округу Гиссен. Входит в состав района Лимбург-Вайльбург.  Население составляет 4532 человека (на 31 декабря 2010 года). Занимает площадь 37,65 км².